# Temps terrestre
Le temps terrestre (TT) est une échelle de temps idéale établie à partir du temps atomique international (TAI). Elle a été définie par l'Union astronomique internationale.

## Historique
Une définition d’une norme de temps terrestre a été adoptée par l’Union astronomique internationale (UAI) en 1976 lors de sa seizième assemblée générale et plus tard nommé « Temps dynamique terrestre » (TDT). C’était le pendant du temps dynamique barycentrique (TDB), qui était une norme de temps pour les éphémérides du système solaire, devant être basée sur une échelle de temps dynamique (en). Ces deux normes de temps se sont avérées être imparfaitement définies. Des doutes ont également été exprimés quant à la signification du terme « dynamique » dans le nom TDT[réf. souhaitée].
En 1991, dans sa quatrième recommandation, l’UAI a redéfini le TDT, le renommant également « temps terrestre ». Le TT a été formellement défini en termes de temps-coordonnée géocentrique (en) (TCG), défini par l’UAI à la même occasion. Le TT a été défini comme étant une mise à l’échelle linéaire du TCG, de sorte que l’unité de TT est la seconde du Système International sur le géoïde (surface de la terre au niveau moyen de la mer). Le rapport exact entre le temps TT et le temps TCG reste donc à déterminer par expérience. La détermination expérimentale du potentiel gravitationnel à la surface du géoïde est une tâche de la géodésie physique (en).
En 2000, l’UAI a très légèrement modifié la définition de TT en adoptant une valeur exacte pour le rapport entre le temps TT et le temps TCG, comme 1 - 6,969 290 134 × 10−10. Tel que mesuré à la surface du géoïde, le taux du TCG est très légèrement plus rapide que celui du TT ; voir ci-dessous : « Relations relativistes ».

## Définition
Le temps terrestre diffère du temps-coordonnée géocentrique (en) (TCG) par un taux constant. Formellement, il est défini par l’équation
{\displaystyle TT=\left(1-L_{g}\right)\times TCG\ +\ E}
où TT et TCG sont des comptages linéaires en secondes du temps terrestre et du temps-coordonnées géocentriques respectivement, {\displaystyle L_{g}} est la différence constante entre les taux des deux échelles de temps, et {\displaystyle E} est une constante pour résoudre les époques (voir ci-dessous). {\displaystyle L_{g}} est défini comme étant exactement égal à 6,969 290 134 × 10−10 .
L’équation reliant le temps terrestre et le temps-coordonnée géocentrique se présente plus communément sous la forme
{\displaystyle TT=TCG-L_{g}\times \left(DJ_{TCG}-2\,443\,144{,}500\,372\,5\right)\times 86\,400}
où {\displaystyle DJ_{TCG}} est le temps TCG exprimé sous la forme d’une date julienne (DJ). Il s’agit simplement d’une transformation du nombre brut de secondes représenté par la variable TCG, de sorte que cette forme de l’équation est inutilement complexe. L’utilisation d’une date julienne spécifie l’époque dans son intégralité. L’équation ci-dessus est souvent donnée avec la date julienne 2 443 144,5 pour l’époque, mais c’est inexact (bien que relativement bénin, en raison de la petite valeur du multiplicateur {\displaystyle L_{g}}). La valeur 2 443 144,500 372 5 est exactement conforme à la définition.
Les coordonnées temporelles sur les échelles TT et TCG sont spécifiées de manière conventionnelle en utilisant les moyens traditionnels de spécification des jours, reportés des normes temporelles non uniformes basées sur la rotation de la Terre. Plus précisément, les calendriers julien et grégorien sont tous deux utilisés. Pour assurer la continuité avec leur prédécesseur, le temps des éphémérides (TE), le temps terrestre et le temps-coordonnée géocentrique ont été réglés pour correspondre au temps des éphémérides aux alentours de la date julienne 2 443 144,5 (1977-01-01T00Z). Plus précisément, il a été défini que l’instant TT 1977-01-01T00:00:32.184 exactement et l'instant TCG 1977-01-01T00:00:32.184 correspondent exactement à l’instant 1977-01-01T00:00:00.000 du temps atomique international (TAI). C’est également l’instant où le TAI a introduit des corrections pour la dilatation du temps d’origine gravitationnelle (en).
Le temps terrestre et le temps-coordonnée géocentrique exprimés en dates juliennes peuvent être reliés précisément et le plus simplement possible par l’équation
{\displaystyle DJ_{TT}=E_{D}J+{\bigl (}DJ_{TCG}-E_{DJ}{\bigr )}\times {\bigl (}1-L_{g}{\bigr )}}
où {\displaystyle E_{DJ}} vaut exactement 2 443 144,500 372 5.

## Réalisation
Le temps terrestre est un idéal théorique, qui ne dépend pas d’une réalisation particulière. Pour des raisons pratiques, le temps terrestre doit être réalisé par des horloges réelles dans le système terrestre.
La principale réalisation de temps terrestre est fournie par le temps atomique international (TAI). Le service de TAI, qui fonctionne depuis 1958, tente de faire coïncider le rythme du temps propre sur le géoïde, en utilisant un ensemble d’horloges atomiques réparties sur la surface et dans l’espace orbital bas de la Terre. Le TAI est défini canoniquement de manière rétrospective, dans des bulletins mensuels, en fonction des lectures que des groupes particuliers d’horloges atomiques montraient au moment. Des estimations du temps atomique international sont également fournies en temps réel par les institutions qui exploitent les horloges participantes. En raison de la différence historique entre le TAI et le temps des éphémérides lorsque le temps terrestre a été introduit, la réalisation utilisant TAI du TT est définie ainsi :
{\displaystyle TT(TAI)=TAI+32,184s}
Étant donné que le TAI n’est jamais révisé une fois publié, il est possible que des erreurs s’y glissent et ne soient pas corrigées. Il est donc possible de produire une meilleure réalisation du temps terrestre sur la base d’une réanalyse des données historiques du TAI. Le Bureau international des poids et mesures le fait environ une fois par an depuis 1992. Ces réalisations du temps terrestre sont nommées sous la forme « TT(BIPM08) », les chiffres indiquant l’année de publication. Elles sont publiées sous la forme d’un tableau des différences par rapport à TT(TAI)
Les communautés internationales de la chronométrie de précision, de l’astronomie et de la radiodiffusion ont envisagé de créer une nouvelle échelle de temps de précision basée sur l’observation d’un ensemble de pulsars alimentés par rotation. Cette nouvelle échelle de temps basée sur les pulsars servira de moyen indépendant de calcul du temps terrestre, et il pourrait éventuellement être utile pour identifier les défauts du TAI,.

## Approximations
Parfois, les temps décrits en utilisant le temps terrestre doivent être traités dans des situations où les propriétés théoriques détaillées du TT ne sont pas significatives. Lorsque la précision en millisecondes est suffisante (ou plus que suffisante), le TT peut être résumé de la manière suivante :
- Pour une exactitude à la milliseconde, le TT s’écoule en parallèle à l’échelle de temps atomique (Temps atomique international, TAI) maintenue par le BIPM. Le TT est en avance sur le TAI, et peut être approximé par TT ≅ TAI + 32,184 secondes[6].Le décalage de 32,184 s a une origine historique[b].
- le temps terrestre s’écoule également en parallèle avec l’échelle de temps du GPS, qui présente une différence constante par rapport au temps atomique (TAI - temps GPS = +19 secondes)[9] de sorte que TT ≅ temps GPS + 51,184 secondes.
- le temps terrestre est en fait une continuation de l’ancien temps des éphémérides (TE), bien que plus précisément uniforme. Il a été conçu pour assurer la continuité avec le TE[10],[8] et il fonctionne au rythme de la seconde du système international, qui a elle-même été dérivée d’un étalonnage utilisant la seconde du temps des éphémérides[11].
- le temps terrestre est un peu en avance sur UT1 (une mesure raffinée du temps solaire moyen à Greenwich) par une quantité connue sous le nom de ΔT = TT - UT1. ΔT a été mesuré à +67,6439 secondes (TT est en avance sur UT1) à 0h UTC le 1er janvier 2015[12] et par calcul rétrospectif, ΔT était proche de zéro vers le 10 janvier 1902. La différence ΔT, bien que difficile à prévoir dans les petits détails, devrait continuer à s’accroître ; UT1 augmentant de plus en plus (mais irrégulièrement) son retard sur le temps terrestre à l’avenir.

## Relations relativistes
Des observateurs situés dans des endroits différents, en mouvement relatif ou à des altitudes différentes, peuvent être en désaccord sur la vitesse de leurs horloges respectives, en raison des effets décrits par la théorie de la relativité. En conséquence, le temps terrestre (même en tant qu’idéal théorique) ne correspond pas à l’heure correcte pour tous les observateurs.
En termes relativistes, le temps terrestre est décrit comme le temps propre d’une horloge située sur le géoïde (essentiellement le niveau moyen de la mer).
Cependant, le temps terrestre est maintenant effectivement défini comme une échelle de temps coordonnée.
La redéfinition n’a pas modifié quantitativement le temps terrestre, mais a plutôt rendu la définition existante plus précise. En effet, elle a défini le géoïde (niveau moyen de la mer) comme un niveau particulier de dilatation du temps gravitationnel par rapport à un observateur fictif situé à une altitude infiniment élevée.
La définition actuelle du temps terrestre est une mise à l’échelle linéaire du temps-coordonnée géocentrique (en) (TCG), qui est le temps propre d’un observateur fictif qui est infiniment loin (donc non affecté par la dilatation du temps gravitationnel) et au repos par rapport à la Terre. Jusqu’à présent, le TCG est principalement utilisé à des fins théoriques en astronomie. Du point de vue d’un observateur à la surface de la Terre, la seconde du TCG passe en un peu moins de temps que la seconde du Système international de l’observateur. La comparaison de l’horloge de l’observateur avec le temps terrestre dépend de l’altitude de l’observateur : elles correspondront sur le géoïde, et les horloges situées à une altitude plus élevée fonctionnent un peu plus vite.